# گیج‌گاه (فیلم)
گیج‌گاه فیلمی ایرانی با ژانر کمدی-درام به کارگردانی عادل تبریزی و نویسندگی ارسلان امیری و عادل تبریزی محصول سال ۱۳۹۹ است. تهیه کنندگی کار بر عهده حنیف سروری و ولی‌الله مدنی بوده و حامد بهداد، باران کوثری و جمشید هاشم‌پور از بازیگران این فیلم می‌باشند. این فیلم در سی و نهمین دوره جشنواره فیلم فجر حضور داشت.

## خلاصه فیلم
فیلم گیج‌گاه دربارهٔ یک معلم ادبیات و ورزش است که کلاس کاراته دارد و چشمش مادر مطلقه یکی از شاگردانش را گرفته. اما کلی اتفاق عجیب و غریب دیگر می‌افتد و حتی پای جمشید هاشم‌پور ستاره فیلم‌های اکشن ایرانی آن سال‌ها هم به قصه باز می‌شود و قضایا طوری به هم می‌پیچد که انتظارش را نداریم.

## بازیگران
- حامد بهداد
- باران کوثری
- سروش صحت
- بهرنگ علوی
- امیرحسین رستمی
- جمشید هاشم‌پور
- فرهاد آئیش
- نادر سلیمانی
- بیژن بنفشه‌خواه
- سیاوش چراغی‌پور
- محمد الهی
- حسین ملکی
- رضا بای
- اکبر اصفهانی
- غلامعلی جلالی
- مریم همتیان
- ایمان اسماعیل‌پور
- علی راد
- حسن رضایی
- رضا صفایی‌پور
- حامد شیخی
- داوود ونداده
- علی باغفر
- اردلان نعمتی
- وحید رحمتی
- محمد پارسا قراگوزلو

## جشنواره‌ها
| بخش                      | نامزد       | نتیجه داوری | جایزه        |
| ------------------------ | ----------- | ----------- | ------------ |
| بهترین تدوین             | عماد خدابخش | نامزدشده    | سیمرغ بلورین |
| بهترین کارگردان فیلم اول | عادل تبریزی | نامزدشده    | سیمرغ بلورین |